# Саймон Вулфс
Саймон Вулфс (англ. Simon Wulfse, нар. 12 січня 1952, Дордрехт, Нідерланди) - колишній нідерландський стронгмен. Відомий своїми виступами на турнірі Найсильніша Людина Світу (найвище досягнення - 3-те місце). 

## Життєпис
У 1983 році виграв титул Найсильнішої Людини Європи. В 1982 році він посів перше місце у змаганні Найсильніша Людина Нідерландів і 3-те у 1984-му. 
У 1989 був заарештований за поширення наркотиків.